# Bourgetsko jezero
Bourgetsko jezero  (francuski: Lac du Bourget)( Bourget - izgovor: [buʁˈʒɛ]) je jezero u francuskoj pokrajini Savoji i nalazi se sjeverno od gorja Chartreuse.

Jezero ima ukupnu površinu od 44,5 km2, što ga čini najvećim, a uz to i najdubljim prirodnim jezerom u državi (osim francuskog dijela Ženevskog jezera koje ima površinu od 234 km2). Dugačko je 18 km, prosječna širina mu je oko 3,5 km, dok mu je najveća dubina 145 m. Rijeka Leysse je jedina rijeka koja se ulijeva u jezero. Iz jezera voda otječe kanalom de Savieres  i ulijeva se u rijeku Rhônu.

Najvažniji grad na njegovim obalama je Aix-les-Bains, dok se Chambéry, koji je glavni grad pokrajine, nalazi oko 10 km južno.

## Etimologija
Ime jezera se povezuje s imenom grada Le Bourget-du-Lac koji se nalazi na južnoj obali. Imenovano je 1313. 
godine kao Lacus de Burgeto, a njegovo ime Le Bourget potječe od istoimenog dvorca, koji je od sredine 13. stoljeća do kraja sljedećeg stoljeća postao glavno prebivalište Savojskih grofova.

Jezero se u ranijem periodu zvalo Lac de Châtillon (Ripa laci de Castellione u 12. stoljeću), ne prema imenu 
dvorca nego prema dvorcu kao građevini (Castellione) i istoimenom vlastelinstvu.

## Znamenitosti
Jezero se posebno spominje u donaciji koju je savojski grof Amédée III. dao 
1125. godine za osnivanje cistercitske Hautecombe opatije.

Ono je također povezano s pjesnikom Alphonseom de Lamartineom koje ga je nadahnulo da napiše 
antologijsku romantičnu pjesmu Le lac (hrv. jezero) iz zbirke Poetske meditacije (Les Méditations poétiques, 1820.).